# Tipula illegitima
Tipula illegitima är en tvåvingeart som beskrevs av Alexander 1933. Tipula illegitima ingår i släktet Tipula och familjen storharkrankar. Inga underarter finns listade i Catalogue of Life.